# Lozova
Pour les articles homonymes, voir Lozova (homonymie).
Lozova (ukrainien : Лозова) est une ville de l'oblast de Kharkiv, en Ukraine, et le centre administratif du raïon de Lozova. Sa population s'élevait à 53 126 habitants en 2022.

## Géographie
La ville de Lozova se situe à 10 kilomètres au sud-ouest de la rivière Brytaï, qui alimente ensuite le réservoir de Krasnopavlivske, qui rejoint ensuite la rivière Donets, dans le bassin hydrographique du fleuve Don. Elle se situe également au sud-ouest de la rivière de Lytovchtchyna, sous-affluent de la rivière Samara, dans le bassin hydrographique du fleuve Dniepr. De manière générale, la ville se situe près de la ligne de partage des eaux entre les bassins fluviaux du Don, sur son flanc nord-est, et du Dniepr, sur son flanc sud-ouest.

### Situation
Lozova se trouve à 52 km au nord-est de Pavlohrad, à 109 km au nord-est de Dnipro, à 122 km au sud de Kharkiv et à 451 km au sud-est de Kiev.
La ville se trouve dans les confins sud de l' oblast de Kharkiv, non loin de celui de Dnipropetrovsk.

### Transports
C'est un important carrefour ferroviaire qui relie les terres céréalières aux ports maritimes de l'Empire russe surtout pour l'exportation de blé. De même la ville est reliée au chemin de fer de Dnipro-Sébastopol à partir de 1875. Le développement de la ville est rapide. Une nouvelle ligne la relie à Poltava en 1902, reliant ainsi le Donbass aux régions plus à l'ouest.

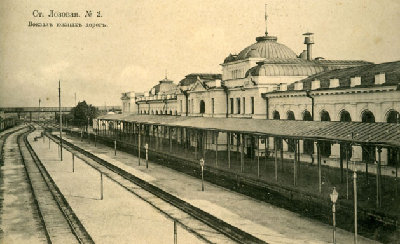
La gare de Lozova vers 1910.

## Administration
Lozova fait partie de la municipalité de Lozova (en ukrainien : Лозівська міська рада, Lozivs'ka mis'ka rada), qui comprend également la commune urbaine de Panioutyne et 5 villages. Sa population s'élevait à 67 456 habitants en 2013.

## Histoire

### Origine
Lozova a été fondée comme village en 1639 et devient un bourg de plus en plus important à partir de 1869, année où le chemin de fer Koursk-Kharkiv-mer d'Azov l'atteint, le 23 décembre 1869.
Elle fait partie du gouvernement d'Ekaterinoslav jusqu'en 1926, puis du gouvernement de Kharkov à partir de juillet 1926, devenu oblast de Kharkiv en 1929. 

### XXesiècle
Jusqu'à la révolution de 1917, la ville est divisée en deux parties: Zaroudnevskaïa et Avilovskaïa. La première, prospère, regroupait les marchands, toute sorte de négociants et de petits bourgeois demeurant dans des maisons de pierre. Il y avait un jardin public, un cinéma et l'on se réunissait au cercle des marchands. L'autre partie de la ville autour de la gare, plus pauvre, regroupait les ouvriers, machinistes et employés du chemin de fer, petits commerçants et artisans avec divers ateliers. Les maisons y étaient en bois et les rues sans trottoirs.  

#### 1917-1919
Pendant la guerre civile russe à partir de décembre 1917, trente mille soldats de bataillons bolchéviques commandés par Antonov-Ovseïenko arrivent pour attaquer dans la direction de la Slobojanchtchina. Après la prise de Kharkov, les soldats de la garde rouge et du 30e régiment d'infanterie commandés par Roudnev se dirigent vers Pavlograd, au sud-ouest de Lozovaïa. Le 14 (27) décembre, les soldats rouges approchent de la gare de Lozovaïa. Après trois jours de combats, de petits détachements de soldats rouges et des cosaques libres de Pavlograd de l'armée populaire ukrainienne arrivent en renfort et occupent la ville et ses environs. Les bolchéviques ne gardent le pouvoir que moins de quatre mois: le 8 avril 1918, Lozovaïa est battue par le 3e régiment de Gaïdamats de la division de Zaporojié de l'armée nationaliste ukrainienne commandée par le général Alexandre Natiev et appuyée par les troupes austro-hongroises et impériales allemandes; ces dernières cantonnent des troupes à Lozova jusqu'en novembre 1918 pour garantir la sécurité et appuyer leur allié de l'armée nationaliste ukrainienne pro-allemande,.
Ensuite, le pouvoir change plusieurs fois au cours de la guerre civile. En novembre 1918, après la capitulation allemande, la ville passe sous le directoire de la république populaire d'Ukraine. Le 17 janvier 1919, elle est prise par l'Armée rouge puis en juillet 1919 par l'Armée blanche du sud. Le 15 décembre 1919 les troupes de l'Armée rouge la reprennent et le pouvoir soviétique s'installe, après quoi la répression communiste commence avec notamment la fermeture des églises.

#### 1919-1941
Lozova obtient le statut de ville le 19 octobre 1938.

#### 1941-1945
Pendant la Grande Guerre patriotique, la ville passe de main en main. Les premières troupes de la Wehrmacht y font leur entrée le 11 octobre 1941 et elle est soumise à l'occupation allemande,.
Des combats violents aux alentours commencent en janvier 1942 au cours de l'opération Barbenkovo-Lozovaïa de l'Armée rouge dans le cadre de la seconde bataille de Kharkov. Le 27 janvier 1942, la ville est libérée de l'occupant allemand par l'offensive du front du Sud-Ouest opérée par la 270e division de fusiliers commandée par le colonel Koutline. Cependant la ville de Lozova est attaquée les 22 et 23 mai 1942 par la Wehrmacht au cours de l'opération de l'Armée rouge visant à libérer Kharkiv et occupée. Le 11 février 1943, Lozova est de nouveau libérée par l'Armée rouge au cours de l'opération Vorochilovgrad où se trouve la 1re armée de la garde, composée ici de la 35e division (en) (général Ivan Koulaguine) du 4e corps de la Garde (ru) (général Nikolaï Hagen). Cependant dix jours plus tard, Lozova est reprise par les Allemands au cours de la Troisième bataille de Kharkov.

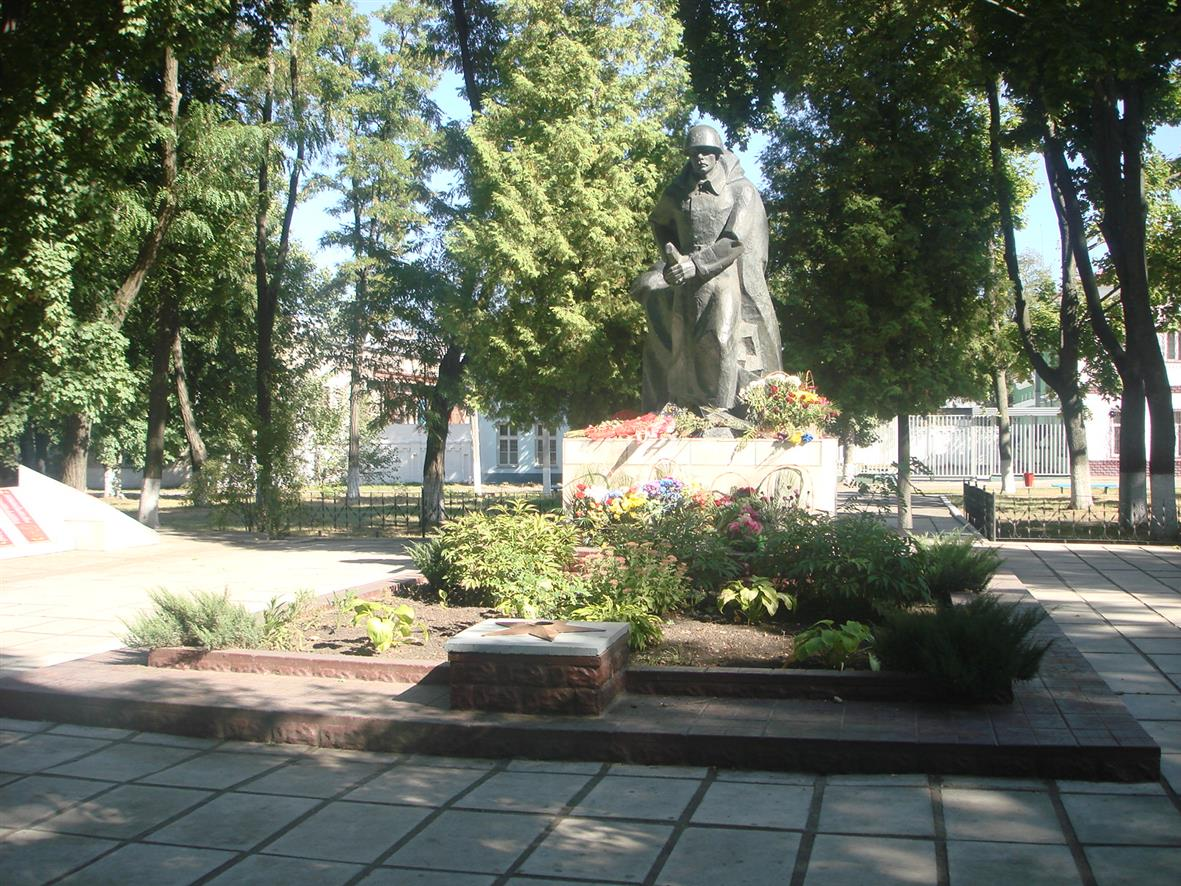
Monument aux morts de la Grande Guerre patriotique élevé en 1957.

Les Allemands installent deux camps de concentration pour les prisonniers de guerre soviétiques, qui en ce temps d'hiver meurent à raison d'une centaine par jour. De plus, des milliers de prisonniers et de Juifs sont fusillés au lieu-dit la Poutre du Lièvre. Cependant des groupes de partisans se forment dans les environs à partir de 1943 à l'époque de la bataille de Koursk. Lozova est nettoyée de l'occupation des troupes du Troisième Reich le 16 septembre 1943 pendant l'opération du Donbass du front Sud-Ouest grâce à l'offensive de la 6e armée composée ici du 26e corps de fusiliers de la Garde (général Pavel Firsov), avec les 38e (colonel Piotr Chtcherbatov), la 35e (général Koulaguine) et 25e divisions (colonel Kondrati Bilioutine) et la 47e division (général Fiodor Ostachenko) du 4e corps de fusiliers de la Garde (général Mikhaïl Zaporojtchenko).
Les forces terrestres sont appuyées par la 17e armée aérienne (en) avec la 305e division aérienne d'attaque (lieutenant-colonel Nikolaï Mikhevitchev), le 9e corps aérien (général Oleg Tolstikov), la 262e division aérienne de bombardiers nocturnes (lieutenant-colonel Guennadi Belitski), la 244e division aérienne de bombardiers (général Vassili Klevtsov)

### XXIesiècle
Le 27 août 2008, la ville a été évacuée à la suite d'un incendie dans un dépôt militaire qui n'a pas fait de victime.
Le 20 mai 2022, un missile russe touche le centre culturel. 7 personnes sont blessées dont un enfant de 11 ans. 

## Population
Recensements (*) ou estimations de la population :
| 1923*  | 1926*  | 1939*  | 1959*  |
| ------ | ------ | ------ | ------ |
| 11 311 | 12 905 | 22 008 | 28 730 |

| 1970*  | 1979*  | 1989*  | 2001*  |
| ------ | ------ | ------ | ------ |
| 35 641 | 53 423 | 72 991 | 64 041 |

| 2010   | 2011   | 2012   | 2013   |
| ------ | ------ | ------ | ------ |
| 59 470 | 59 136 | 58 636 | 58 307 |

| 2015   | 2017   | 2021   | 2022   |
| ------ | ------ | ------ | ------ |
| 57 000 | 56 655 | 54 026 | 53 126 |

## Économie
La principale entreprise de Lozova est l'usine LKMZ (en russe : Лозовской кузнечно-механический завод, Lozovskoï kouznetchno-mekhanitcheski zavod, en abrégé ЛКМЗ), une filiale de l'Usine de tracteurs de Kharkiv, fondée en 1963.